# Tricyphona magra
Tricyphona magra är en tvåvingeart som först beskrevs av Alexander 1962.  Tricyphona magra ingår i släktet Tricyphona och familjen hårögonharkrankar. Inga underarter finns listade i Catalogue of Life.